# Monero
Monero, Моне́ро (от эсп. Monero — «монета») — криптовалюта на основе протокола CryptoNote, ориентированная на повышенную конфиденциальность транзакций.
Криптовалюта появилась 18 апреля 2014 года как форк Bytecoin (не путать с Bitcoin). Когда выяснилось, что более 80 % от максимального количества Bytecoin уже распределены, сообщество приняло решение о перевыпуске монеты под новым названием «Monero», начав с нулевого предварительного майнинга.
Принцип анонимности послужил поводом для обвинений в том, что Monero может быть использована для торговли наркотиками, распространения детской порнографии и пр. В связи с этим Европол в 2017 году выражал обеспокоенность ростом популярности Monero. Однако позже, в октябре 2019 в официальном отчёте Европола, посвящённом оценке угроз организованной преступности в интернете, организация сообщила, что несмотря на ранее высказанные опасения в связи с ростом популярности Monero, самой популярной криптовалютой среди киберпреступников остаётся Bitcoin.
Уровень анонимности Monero иногда ставят под сомнение, в частности, Эдвард Сноуден назвал её «любительской криптовалютой».
Другими популярными криптовалютами, которые предлагают пользователю повышенную конфиденциальность транзакций, являются Zcash, Dash, Beam, Grin и несколько других проектов. По данным на май 2017 года, Monero входила в десятку криптовалют с самой высокой рыночной капитализацией. В конце 2024 года проект входит в топ 41 ведущих криптовалют по этому показателю.

## История
Monero была запущена без предварительного майнинга. Своё имя криптовалюта получила в апреле 2014 года от слова «монета» на языке эсперанто.
В сентябре 2014 года система подверглась спланированной атаке, однако, атакующие не сумели уничтожить Monero. По мнению исследователей, атаковавшие хорошо разбирались в алгоритме Дерева Меркла и исходном коде Monero.
5 января 2017 года произошёл запланированный основателями криптовалюты Monero «хардфорк».

## Особенности
Monero является программным обеспечением с открытым исходным кодом. Криптовалюта с версии 0.15 использует алгоритм консенсуса Proof-of-work («доказательство выполнения работы») «RandomX», оптимизированный для CPU. В его основе лежит выполнение случайного кода, требующего большого объёма памяти и большого числа процессорных команд AES. Это затрудняет возможность использования для майнинга Monero специализированного оборудования (например, ASIC или GPU). Через несколько недель после запуска была создана программа для майнинга Monero на GPU.
В отличие от Биткойна, суммарная эмиссия Monero не ограничена: после выпуска первых 18.4 миллиона XMR, последующий майнинг будет приносить по 0.6 новых XMR за каждый двухминутный блок. Это сделано для того, чтобы майнеры имели стимул к поддержке системы даже после завершения основной эмиссии.

Обфускация данных транзакций в протоколе CryptoNote

Главной особенностью Monero является использование протокола CryptoNote, работающего на основе кольцевых подписей. Криптографическую основу протокола создали Рон Ривест, Ади Шамир и Яэль Тауман в 2001 году и доработана E. Fujisaki и K. Suzuki в 2007 году. В качестве алгоритма подписи используется схема EdDSA, предложенная американским математиком Даниелем Бернштайном. К этой основе была добавлена дополнительная обфускация данных транзакций.
За счёт CryptoNote и добавленной к протоколу обфускации обеспечивается пассивное смешивание: все транзакции в системе являются анонимными, и все участники системы могут использовать правдоподобное отрицание в случае поимки.
В Monero невозможно раскрыть информацию о транзакциях, используя специализированные инструменты вроде Chainalysis и Crystal Blockchain, хотя теоретическая возможность отслеживания транзакций всё же существует.

## Недостатки
Транзакции Monero занимают в среднем в 8 раз больше места, чем транзакции Биткойна.
Анонимность транзакций Monero не является абсолютной. Если атакующий контролирует значительную часть сети, то при определённом стечении обстоятельств он сможет деанонимизировать часть транзакций.
В сентябре 2018 года была обнаружена уязвимость «Devs Patch», которая позволяла «сжигать» криптовалютный депозит.

## Использование
Прежде всего Monero используется для проведения конфиденциальных транзакций. Помимо этого Monero используется в качестве валюты в некоторых MMORPG и онлайн-казино.

## Уход с площадок обмена
В 2018—2019 годах ряд онлайн-сервисов обмена цифровых валют в одностороннем порядке прекратили обмен Monero, наряду с другими криптовалютами, ориентированными на повышенную конфиденциальность транзакций. Среди первых отказавшихся от анонимных криптовалют были корейская UpBit и японская Coincheck. Значительную роль в этом процессе сыграло решение Агентства финансовых услуг Японии, направленное против использования анонимных криптовалют, которое вступило в силу с 18 июня 2018 года. Также повлияло ужесточение регулирования со стороны FATF, которая обязала сервисы обмена в обязательном порядке соблюдать процедуры CFT (противодействие финансированию терроризма) и AML (борьба с отмыванием денег) в отношении своих пользователей. Дело в том, что для криптовалют с повышенной конфиденциальностью соблюдение этих процедур технически невозможно или требует дополнительных затрат со стороны сервиса.
На конец 2019 года Monero, как и другие анонимные криптовалюты, продолжает торговаться на большом количестве сервисов обмена. Однако остаются опасения по поводу дальнейшего ужесточения регулирования, что может отрицательно отразиться не только на ценах криптовалют, но и на дальнейшем развитии проектов.
В 2024 году Binance убрал Monero из доступных криптовалют.